# Чебоксарський міський округ
Чебокса́рський міський округ (рос. Чебоксарский городской округ) — адміністративна одиниця Чувашії Російської Федерації.
Адміністративний центр — місто Чебоксари.

## Населення
Населення округу становить 505800 осіб (2019, 464208 у 2010, 452221 у 2002).

## Склад
До складу округу входять такі населені пункти:
| Населений пункт                    | Населення, осіб (2002) | Населення, осіб (2010) |
| ---------------------------------- | ---------------------- | ---------------------- |
| Сєверний, селище                   | -                      | 477                    |
| Нові Лапсари, селище міського типу | 7655                   | 6955                   |
| Сосновка, селище міського типу     | 3053                   | 2242                   |
| Чандрово, присілок                 | 892                    | 813                    |
| Чебоксари, місто                   | 440621                 | 453721                 |